# Stingray (serie televisiva 1985)
Stingray è una serie televisiva drammatica americana creata e prodotta da Stephen J. Cannell che è andata in onda su NBC dal 14 luglio 1985 all'8 maggio 1987. Il protagonista è Nick Mancuso che interpreta il personaggio misterioso noto solo come Ray.

## Trama
Ray risiede nel sud della California. Dedica il suo tempo ad aiutare coloro che sono nei guai. Non è chiaro se "Ray" sia anche il suo vero nome o semplicemente un soprannome che ha preso in base all'auto che guida, la stessa descritta nell'annuncio. Nel pilot, dice che è l'abbreviazione di "Raymond", ma non diventa mai chiaro se è onesto o sta usando una copertura. Ray è un abile pilota e un esperto di arti marziali, oltre che essere eccellente nel coprire le sue tracce e nel nascondere la sua vera identità. In diverse occasioni i clienti e le autorità governative credono di aver scoperto chi è veramente ma alla fine scoprono sempre di sbagliarsi. Spesso sembra che Ray sia o fosse affiliato a un'agenzia governativa segreta, forse la CIA, ma questo non è mai provato in modo definitivo.